# Manuel González (estación del Metrobús)
Manuel Gonzalez es una de las estaciones que forman parte del Metrobús de la Ciudad de México; se ubica al norte de la Ciudad de México en la alcaldía de Cuauhtémoc.

## Información general
El Nombre de la estación lo toma de la avenida Manuel González, el ícono representa la silueta del personaje.
Manuel González Flores (1833 - 1893) fue un militar y político mexicano, Presidente de México entre 1880 y 1884. Previo a ejercer este cargo, participó en la Intervención Norteamericana en México, como teniente y más tarde combatió en la Guerra de Reforma, del lado del Partido Conservador.

## Sitios de interés
- Torre Insignia
- Unidad Habitacional Tlatelolco
- Torre Insignia
- Zona Industrial de Santa María Insurgentes